# Плувка
Плувката е част от риболовната линия при риболов на леко.
Тя изпълнява 2 основни функции:
- удържа кукичката със стръвта на определено разстояние от дъното (дълбочина);
- показва на рибаря поемането на стръвта от рибата.

Плувката има различни форми (най-често вретеновидна). Изработва се от материал с относително тегло, по-малко от това на водата.
Като разновидност на класическата плувка (ваглер) може да се разглежда бомбардата.